# Вампир в Бруклине
«Вампир в Бруклине» (англ. Vampire in Brooklyn) — комедийный фильм ужасов с участием Эдди Мерфи, поставленный режиссёром Уэсом Крейвеном в 1995 году.
Фильм был выпущен в Соединённых Штатах 27 октября 1995 года и не смог оправдать возложенные на него ожидания студии в прокате.
Картина получила отрицательные отзывы и была расценена некоторыми критиками, как один из самых слабых фильмов Мерфи. Тем не менее фильм стал «культовым» среди поклонников, которые высоко оценили химию между Мерфи и Анджелой Бассетт, юмор (особенно от Кадима Хардисона и Джона Уизерспуна) и режиссёрскую работу Уэса Крейвена.

## Сюжет
Род вампиров угасает. Последний из них, Максимилиан, долгое время обитавший на одном из островов Карибского моря, прибывает на судне в Нью-Йорк, где надеется найти женщину, родившуюся от связи её матери с другим вампиром. С экипажем судна он поступает, как некогда Дракула с командой «Деметры», то есть по пути поедает матросов одного за другим. Неуправляемое судно вызывает настороженность в гавани Нью-Йорка, а картина бойни на корабле приводит работников дока в ужас. По воле случая расследовать дело об убийствах на борту поручают детективу Рите Ведер, которая и появилась на свет в результате связи вампира со смертной женщиной.
Обаятельный и циничный Максимилиан пытается завоевать сердце красавицы, однако в неё так же влюблён её напарник детектив Джастис. Для достижения своей цели Максимилиан создаёт себе помощника-упыря из местного оболтуса Джулиуса, который, впрочем, часто только мешает боссу. В конце концов Максимилиану удаётся очаровать Риту и вынудить произнести «да», после чего он пытается освободить её вампирский потенциал. Однако девушку ужасает необходимость убивать людей ради собственного пропитания, так что она упорно отказывается сделать последний шаг — попробовать человеческую кровь.
Тем временем Джастис выясняет от карибского мага доктора Зеко, что Риту ещё можно вернуть в мир людей — для этого лишь надо убить Максимилиана. Однако полицейский оказывается не способным попасть в сердце вампира деревянным колом. В этот момент Рита делает свой выбор, в итоге Максимилиан погибает именно от её руки.
Джулиус постепенно разлагается — у него выпадает глаз, отваливаются ухо, кисть, затем вся рука. Однако после гибели босса у упыря остаётся хозяйский лимузин. Там Джулиус находит перстень Максимилиана, надев который совершенно преображается. Теперь в Бруклине есть новый вампир.

## В ролях
- Эдди Мерфи — Максимиллиан / проповедник Поли / Гвидо
- Анджела Бассетт — детектив Рита Ведер
- Аллен Пэйн — детектив Джастис
- Кадим Хардисон — Джулиус Джонс
- Джон Уизерспун — Сайлес Грин, дядя Джулиуса
- Закес Мокае — доктор Зеко
- Джоанна Кэссиди — капитан Дьюи
- Симби Хали — Никки, соседка Риты по комнате
- Мессири Фримэн — Ева, девушка Джулиуса
- Келли Синнант — полицейский фотограф
- Хсу Гарсия — Энтони
- Митч Пиледжи — Тони
- У. Эрл Браун — громила
- Уэнди Роби — фанатичка в полицейском участке

## Производство
По словам Чарли Мерфи, фильм изначально должен был стать фильмом ужасов без комедийного элемента, но Уэс Крэйвен привнёс новое виденье.
О фильме Эдди Мерфи сказал: «Я всегда хотел сыграть злодея в фильме. Я люблю фильмы ужасов и был большим поклонником Уэса Крэйвена. Этот фильм начинался как что-то маленькое, это был фильм, который моя компания только собиралась снять, и сценарий сложился настолько хорошо, что я подумал, что это будет забавная роль, потому что я должен был сделать что-то пугающее и смешное одновременно, потому что вампир может превратиться в других людей Я становлюсь смешным, когда я проповедник, и я становлюсь смешным, когда я итальянец. И вампир довольно прямой, и вокруг меня происходят все эти забавные вещи. Я чувствовал, что это была уникальная работа».
Съёмки продолжались 55 дней, три из которых были проведены в Нью-Йорке, а остальные — в Лос-Анджелесе.
Во время съёмок погибла исполнительница трюков Соня Дэйвис, попытавшись выполнить падение с высоты в 13 метров.

## Восприятие
Картина была выпущена в сезон Хэллоуина. Несмотря на это фильм получил в основном отрицательные отзывы.
На сайте Rotten Tomatoes фильм удостоился рейтинга одобрения в 10 % на основе 29 рецензий критиков со средней оценкой 3,5 из 10. Критический консенсус сайта гласит: «Ни пугающая, ни очень смешная, эта картина не оправдывает себя».
На сайте Metacritic картина получила 27 баллов из 100 на основании 17 отзывов.
Роджер Эберт дал фильму 1 звезду из 4, сказав: «Фильм смотреть неприятно. Он темнее, чем „Se7en“, но без идеи, и мое общее впечатление об этом: люди, кричащие в тени. Называть это комедией — это признак оптимизма; называть его возвращением для Мерфи — это признак слепой веры».